# Erica wyliei
Erica wyliei är en ljungväxtart som beskrevs av Harry Bolus. Erica wyliei ingår i släktet klockljungssläktet, och familjen ljungväxter. Inga underarter finns listade i Catalogue of Life.